# Letiště Malta
Letiště Malta (maltsky Ajruport Internazzjonali ta' Malta, IATA: MLA, ICAO: LMML) je jediné mezinárodní letiště na Maltě a obsluhuje celé souostroví. Leží na ostrově Malta mezi lokalitami Luqa a Gudja v místě, kde se dříve nacházela základna RAF Luqa. Letiště bylo kompletně zrekonstruováno a plně funkční je od 25. března 1992. Místními je stále nazýváno Letiště Luqa a občas mezinárodně Valletta, podle hlavního města Malty, od kterého leží 5 km jihozápadně. Slouží jako hlavní hub pro společnosti KM Malta Airlines a také Ryanair.